# Ніхто цього не хоче
Ніхто цього не хоче (англ. Nobody Wants This) — це американський романтичний комедійний телесеріал, створений Ерін Фостер, у головних ролях — Крістен Белл, Адам Броуді, Джастін Люпе та Тімоті Сімонс, зосереджений на малоймовірних стосунках між жінкою відкритою агносткою та нетрадиційним єврейським рабином. Прем'єра серіалу відбулася 26 вересня 2024 року на Netflix.

## Синопсис
Ніхто цього не хоче розповідає про несподівані стосунки між запальною, гучною жінкою-агностиком (Крістен Белл) і єврейським рабином-ізгоєм (Адам Броуді).

## Акторський склад

### Головний
- Крістен Белл у ролі Джоан, ведучої подкастів про секс і побачення
- Адам Броуді в ролі Ноя Роклова, рабина, якого Ешлі знайомить з Джоан
- Джастін Люпе в ролі Морган, молодшої сестри Джоан і співведучої подкастів
- Тімоті Сімонс — Саша Роклов, старший брат Ноя

### Другорядний
- Стефані Фарасі[en] — Лінн, мати Джоан і Морган
- Това Фельдшух[en] — Біна Роклова, мати Ноя та Саші
- Пол Бен-Віктор — Ілан Роклов, батько Ноя та Саші
- Джекі Тон[en] — Естер Роклова, дружина Саші
- Емілі Арлук[en] у ролі Ребекки, єврейської «майже» нареченої Ноя
- Шеррі Кола[en] в ролі Ешлі, найкращої подруги та агента подкастів Джоан
- Шайло Бірман[d] — Міріам Роклов, дочка Саші та Естер
- Стівен Тоболовскі[en] в ролі рабина Коена, головного рабина та начальника Ноя в Темпл Чай

### Камео
- Раян Генсен — Кайл[en][3]

## Виробництво

### Розробка
1 березня 2023 року було оголошено, що Netflix надав зелене світло на розробку комедійного серіалу, створеного Ерін Фостер і частково заснованого на її реальному життєвому досвіді. Також було оголошено, що Крістен Белл зіграє головну роль у серіалі, а Стівен Левітан буде співвиконавчим продюсером серіалу разом із Фостер і Белл.
15 травня 2024 року серіал отримав назву «Ніхто цього не хоче» і дату виходу на Netflix — 26 вересня 2024 року.
Виконавчими продюсерами серіалу є Ерін Фостер, Крістен Белл, Стівен Левітан, Крейг ДіГрегоріо, Сара Фостер, Даніель Стокдайк, Олі Обст і Джош Ліберман для «3 Arts Entertainment». Виробничі компанії, які беруть участь у створенні цього серіалу: «Steven Levitan Productions», «3 Arts Entertainment» і «20th Television».
10 жовтня 2024 року Netflix продовжив серіал на другий сезон із Дженні Коннер і Брюсом Еріком Капланом як новими шоураннерами, замінивши Ерін Фостер і Крейга ДіГрегоріо, які були шоураннерами першого сезону.

### Кастинг
У першому анонсі серіалу в березні 2023 року було оголошено, що Белл зніметься в серіалі. У квітні 2023 року було оголошено, що Адам Броуді зіграє в серіалі роль Ноя, а героїню Белл зватимуть Джоанн. У січні 2024 року було оголошено, що Джастін Люпе і Тімоті Сімонс приєдналися до головного акторського складу в ролі Морган і Саші, а також Джекі Тон, Майкл Гічкок, Пол Бен-Віктор, Шеррі Кола, Шайло Бірман, Стефані Фарасі, Таня Реймонд і Това Фельдшух — до другорядного. У травні 2024 року було оголошено, що Емілі Арлук замінила Таню Реймонд у ролі Ребекки.

## Епізоди
| № серії | Назва серії                      | Режисер(и)       | Сценарист(и)                                                | Оригінальна дата виходу | Код серії |
| --- | -------------------------------- | ---------------- | ----------------------------------------------------------- | ----------------------- | --------- |
| 1 | «Пілотний епізод»                | Ґреґ Моттола     | Ерін Фостер                                                 | 26 вересня 2024         | 1VZN01    |
| Ной — рабин, який розриває стосунки зі своєю дівчиною-єврейкою Ребеккою. Джоанна — жінка-агностик, яка веде подкаст про стосунки зі своєю сестрою Морган. Іскри пролітають, коли їх знайомлять на вечері, організованій Ешлі, сусідкою Ноя та агентом Джоанн. Джоанн заходить до синагоги Ноя, щоб почути його проповідь про те, як змінити хід свого життя. |                                  |                  |                                                             |                         |           |
| 2 | «Шикса в пошуках доброго рабина» | Ґреґ Моттола     | Ерін Фостер                                                 | 26 вересня 2024         | 1VZN02    |
| Ной намагається поговорити з Джоан, але йому заважають члени конгрегації. Він і його брат Саша приєднуються до Морган і Джоан, щоб випити. Ной і Джоанн обговорюють приватність і незручні питання, але їх перериває прихід дружини Саші, яка кричить про стосунки Ноя з Ребеккою. Родина Ноя конфліктує з ним через його флірт із Джоан; Джоан і Морган йдуть на зустріч щодо придбання їхнього подкасту. Ноа запрошує Джоан на вечерю, щоб з'ясувати статус його стосунків; незважаючи на взаємну заяву, що вони просто друзі, вони цілуються. |                                  |                  |                                                             |                         |           |
| 3 | «Аналіз аури»                    | Карен Мейн       | Джейн Беккер і Ліндсей Голдер                               | 26 вересня 2024         | 1VZN03    |
| У Джоанн паморочиться голова через поцілунок, хоча вона хвилюється, що Ной не відповів на її повідомлення; Морган цікавиться, чи вони з Ноєм не пара. Тим часом Ноа прибуває до лікарні, щоб побачити Ребекку, яка зламала зап’ястя, і обидві їхні родини нападають на нього щодо його стосунків із Джоанн. Джоанн, хвилюючись, що вона недостатньо хороша людина, щоб зустрічатися з релігійним лідером, зупиняється, щоб допомогти собаці. Вона повертається додому, щоб знайти Ноя на своєму порозі. |                                  |                  |                                                             |                         |           |
| 4 | «Секс-іграшка»                   | Ханна Фіделл     | Телеплей: Рон Вайнер Сценарій: Рон Вайнер і Ноель Вальдівія | 26 вересня 2024         | 1VZN06    |
| Джоанна та Ноа окремо готуються до свого першого побачення. Під час побачення Морган доручає Джоан підібрати фалоімітатор, розроблений гостем подкасту, і вона в кінцевому рахунку бере Ноя, щоб забрати його, але вони стикаються з членом правління храму Ноя з його коханкою. Тим часом Саша допомагає своїй дочці подолати кризу з її коханням. Пізніше Ной готує для Джоан вечерю. Він зізнається, що хоче справжніх стосунків, а вона зізнається, що боїться його відштовхнути. Двоє займаються сексом. |                                  |                  |                                                             |                         |           |
| 5 | «Моя подруга Джоанн»             | Оз Родрігез      | Ніл Шах і Пат Рейган                                        | 26 вересня 2024         | 1VZN05    |
| Перша спільна поїздка Джоан і Ноя зірвана, коли Ноя попросили прикрити свого боса в єврейському таборі в Охай; Джоанн залишає Морган організувати вечерю з представниками Spotify. Забираючи ноутбук Джоан у Ноя, Морган і Саша зближуються через те, що вони «сиблінги-невдахи». Після прибуття начальника Ноя, рабина Коена, він просить Джоанну пропустити його вивчення Тори, щоб його не побачили з жінкою-неєврейкою. Засмучена Джоанн йде на вечерю, де вони з Морган зачаровують керівників. Приходить Ной, вибачається перед Джоан і просить її стати його дівчиною. |                                  |                  |                                                             |                         |           |
| 6 | «Гримаса»                        | Карен Мейн       | Джейн Беккер                                                | 26 вересня 2024         | 1VZN04    |
| Морган і Ешлі стурбовані тим, що нові стосунки Джоанн негативно впливають на їхній подкаст. Джоанн запрошує Ноя на вечірку до себе та Морган, але несподівано до них приєднуються їхні батьки та новий хлопець їхнього батька. Ноа надто сильно намагається справити враження на сім'ю Джоан, що відштовхує її. У виниклій незручності Ной уточнює, що йому доведеться мати єврейську дружину. Ной виходить на вулицю, щоб запевнити Джоан, що він на її боці, і вона визнає, що він їй подобається. Двоє обговорюють "гримасу" в подкасті. Тим часом Саша успішно просить вищу посаду в компанії свого батька.                                                                                                   |                                  |                  |                                                             |                         |           |
| 7 | «Дівочий клуб»                   | Оз Родрігез      | Ліндсей Голдер                                              | 26 вересня 2024         | 1VZN07    |
| Ной порозумівся з друзями Джоан. У свою чергу Джоан приходить на баскетбольний матч Ноя, де вона успішно зачаровує його товаришів по команді, але зневажена дружинами та подругами гравців, які є подругами Ребекки. Ной дає Джоан пораду, як завоювати їх під час наступної гри. Також прийшла Морган і порозумілась з Естер з допомогою алкоголю. Ребекка бачить Ноя та Джоан разом. Пізніше Джоан знаходить пам'ятні речі про Ребекку в речах Ноя. |                                  |                  |                                                             |                         |           |
| 8 | «Коробка Ребекки»                | Ханна Фіделл     | Телеплей: Раянн Вернер Сценарій: Раянн Вернер і Рон Вайнер  | 26 вересня 2024         | 1VZN08    |
| Ной запевняє Джоан, що поверне коробку з речами Ребекки. Рабин Коен каже Ною, що він хоче, щоб Ной став його наступником на посаді головного рабина, але заохочує його шукати єврейську жінку. Ноа влаштовує вечерю-гавдала з Джоан, запрошуючи Сашу та Естер. Джоанн завойовує прихильність, переконавши їхню дочку Міріам у улюбленій темі бат-міцви їхніх батьків. Тим часом Морган, стурбована тим, що Джоанн занадто сильно змінюється, починає розмову з Ребеккою в барі. Вона стверджує Джоан, що Ной і Ребекка розмовляли за її спиною. Джоанн сперечається з Морган щодо брехні та звинувачує свою сестру в ревнощах до її здорових стосунків. Ной запитує її, чи не подумає вона про прийняття юдаїзму. |                                  |                  |                                                             |                         |           |
| 9 | «Моя дівчинка Біна»              | Лоуренс Тріллінг | Барбі Адлер і Нікі Шварц-Райт                               | 26 вересня 2024         | 1VZN09    |
| Джоанн, яка все ще на ножах з Морган, готується зустрітися з батьками Ноя Іланом і Біною. Джоанна робить помилку, даруючи коробку з прошутто. Естер розповідає Саші, що Ребекка впізнала Морган і збрехала їй. Під час сніданку Біна на словах не схвалює подкаст Джоан і відсутність релігії. Джоанна намагається полагодити справи з Біною та застає її за тим, що вона їсть прошутто. Здавалося б, вона перемагає Біну, приховуючи це від інших, але згодом Біна каже Джоанн, що вона не залишиться з Ноєм. |                                  |                  |                                                             |                         |           |
| 10 | «Зірвана бат-міцва»              | Лоуренс Тріллінг | Крейг Дігрегоріо                                            | 26 вересня 2024         | 1VZN10    |
| Джоанн симулює хворобу, щоб уникнути відвідування бат-міцви Міріам. Саша телефонує Морган, поки вона з Джоанн, і розповідає їй про брехню Ребекки; сестри миряться, і Морган заохочує Джоан прийти. Сестри зривають вечірку, і Джоанн каже Ною, що хоче прийняти юдаїзм. Естер розуміє, що Саша та Морган розмовляли. Джоанн розмовляє з Ребеккою і усвідомлює відповідальність бути дружиною головного рабина. Вона зізнається Ною, що не готова навернутися, і намагається розійтися з ним, оскільки він не може одночасно мати її та посаду головного рабина, але він слідує за нею. Ной погоджується з нею і цілує її.                                                                                        |                                  |                  |                                                             |                         |           |

## Сприйняття
Веб-сайт агрегатор рецензій Rotten Tomatoes повідомив про 95 % схвалення із середнім рейтингом 7,6/10 на основі 42 рецензій критиків. Консенсус критиків веб-сайту гласить: «Всупереч своїй назві, Ніхто цього не хоче виявляється бажаним запоєм завдяки чарівній хімії Крістен Белл і Адама Броуді та деяким вдумливим міркуванням міжконфесійних романів». Metacritic, який використовує середньозважене значення, оцінив в 73 бали зі 100 на основі 23 критиків, вказуючи на «загалом сприятливі» рецензії.
Старший редактор «Glamour» Джессіка Редлофф опублікувала есе, в якому стверджує, що єврейські персонажі серіалу «виглядають як контролюючі, жадібні до шлюбу жінки, які хочуть планувати звані вечері та відштовхувати всіх, хто не поділяє тих самих мрій». Вона також мала заперечення з приводу використання слова шикса в першому епізоді «Пілотний епізод». У відповідь Фостер заявила: «Я думаю, що зараз нам потрібні позитивні єврейські історії. Я думаю, що цікаво, коли люди зосереджуються на: „О, це стереотип єврейського народу“, коли у вас є рабин як головний герой. Гарячий, крутий, молодий рабин, який курить траву. Це протилежність тому, як люди бачать єврейського рабина, чи не так?».